# Maiken Karlsson
Maiken Karlsson, född 2 juni 1922 i Stockholm, död 16 augusti 2008, var en svensk konstnär, grafiker och tecknare.
Karlsson studerade vid Konstfackskolan och Högre konstindustriella skolan i Stockholm. Hennes konst består av natur och människoskildringar samt abstrakt hållna bildkompositioner. Karlsson är representerad vid Statens konstsamlingar samt i ett antal landsting och kommuner.